# Punky Brewster
Punky Brewster ist eine Comedy-Serie, die von 1984 bis 1988 in den USA auf NBC ausgestrahlt wurde.

## Handlung
Die achtjährige Punky Brewster und ihr Hund finden ein neues Zuhause bei dem alleinstehenden Fotografen Henry Warnimont. Über die Vorgeschichte von Punky erfährt man nicht allzu viel. Ihr Vater hatte sie sehr früh verlassen, und ihre Mutter hat Punky in einem Supermarkt zurückgelassen. Nach einigen Schwierigkeiten mit den Behörden kann Henry Warimont auch der Pflegevater von Punky Brewster werden, obwohl er alleinstehend und schon über 60 Jahre alt ist. Gegenüber wohnt Cherie und ihre Großmutter Betty, die gute Freunde werden.

## Ausstrahlung und Veröffentlichung
Neben der US-amerikanischen Originalfassung gibt es auch eine französische Synchronfassung der Serie. In Deutschland war die Fernsehserie in der englischsprachigen Originalfassung in den 1980er Jahren im Kabelfernsehen über den Sky Channel zu empfangen.
Alle vier Staffeln der Serie sind in den USA auf DVD erschienen.